# Associação Desportiva Brusque
Associação Desportiva Brusque é um clube de voleibol de Brusque, no estado de Santa Catarina, que participa da [Superliga Brasileira de Voleibol], com o nome de fantasia Brasil Telecom.

## Resultados
- Superliga Brasileira de Voleibol Feminino:

| Temporada | Colocação |
| --------- | --------- |
| 2007/2008 | 4         |
| 2008/2009 | 4         |
| 2009/2010 | 8         |
| 2010/2011 | 11        |